# Erklärung von 300 Hochschullehrern für Adolf Hitler
Der Text Die deutsche Geisteswelt für Liste 1. Erklärung von 300 deutschen Universitäts- und Hochschullehrern erschien am 4. März 1933 in der NSDAP-Zeitung Völkischer Beobachter. Die Erklärung enthält einen Wahlaufruf für die Reichstagswahlen vom 5. März 1933 zugunsten der NSDAP unter dem Reichskanzler Adolf Hitler.

## Inhalt
„Wir unterzeichneten deutsche Universitäts- und Hochschullehrer erklären heute in aller Oeffentlichkeit, daß wir in der Machtübernahme Adolf Hitlers und dem Zusammenschluß der nationalen Kräfte, die am Wiederaufbau des deutschen Volkes mit tätig sein wollen, den richtigen Weg sehen, der ungeheuren Not und Verelendung des deutschen Volkes Einhalt zu gebieten. […]“ Die Unterzeichner unterstützten die proklamierten Ziele, die „Gesundung unseres gesamten öffentlichen Lebens und damit die Rettung und den Wiederaufstieg Deutschlands“ und den Kampf „gegen die marxistisch-bolschewistischen Einflüsse auf den Geist unseres Volkes“.
Die Initiative ging vermutlich von der Universität Jena aus, der NS-Studentenbund war an der Sammlung von Unterschriften beteiligt, wobei schließlich 300 Akademiker unterzeichneten. Das spätere Bekenntnis der deutschen Professoren zu Adolf Hitler im November 1933 erhielt dann 900 Unterschriften.

## Unterzeichner
Es unterzeichneten u. a.
- die Philosophen Hermann Rudolf Bäcker, Bruno Bauch, Carl August Emge, Johannes Hielscher, Erich Jaensch, Erich Rothacker, Werner Schingnitz und Hermann Schwarz[2]
- die Germanisten Arthur Hübner, Hans Naumann und Edward Schröder[3]

- als einziger von der Technischen Hochschule Aachen Max Eckert-Greifendorff
- 27 Personen von der Universität Berlin (14 Mediziner, 13 andere), unter anderem Karl Vogeler (Mediziner) und Hanns Sippel (Sportarzt)
- 37 Personen von der Technischen Hochschule Berlin
- zwei Personen von der Universität Freiburg: Wolfgang Aly (Altphilologe) und Alexander Ritschl (Mediziner)
- 18 Personen von der Universität Jena: 7 Mediziner (Bodo Spiethoff, Ernst Brill, Max Henkel, Paul Hilpert, Erich Schilling, Johann Duken, Gerhard Franzen (Pharmakologe)) und 11 weitere, u. a. Hans F. K. Günther
- von der Universität Kiel 22 Mediziner und 4 weitere
- von der Universität Tübingen die Privatdozenten Kurt Borries, Hans Reinerth und Willy Usadel, sowie die Professoren Gustav Bebermeyer, Heinrich Dannenbauer, Eduard Haber, Oswald Lehnich und Ernst Stracke (Kirchenhistoriker)[4]

## Einzelbelege
1. ↑  Berliner Ausgabe 46. Jahrgang, 63. Ausgabe, S. 7; auch Münchner Ausgabe vom 3. März.
2. ↑  Norbert Kapferer: Die Nazifizierung der Philosophie an der Universität Breslau, 1933–1945. 2001, S. 54.
3. ↑  Wolfgang Höppner: Das Berliner Germanische Seminar 1933–1945. In: Holger Daninat (Hrsg.): Literaturwissenschaft und Nationalsozialismus. Tübingen 2003, S. 87 ff.
4. ↑  Susanne und Thomas Zimmermann: Die Medizinische Fakultät. In: Uwe Hossfeld u. a. (Hrsg.): „Im Dienst an Volk und Vaterland“: die Jenaer Universität in der NS-Zeit. Böhlau, Köln u. a., S. 130f.; Sabine Besenfelder: „Staatsnotwendige Wissenschaft“. Die Tübinger Volkskunde in den 1930er und 1940er Jahren. Tübingen 2002, S. 45.